# Tuinmelde
De tuinmelde (Atriplex hortensis), ook rode spinazie genoemd, is een plant uit de amarantenfamilie (Amaranthaceae). Het is een 1–2 m hoge plant, die wordt gekweekt als bladgroente. Er bestaan groenbladige en donkerroodbladige rassen. De plant kan groeien op bijna alle grondsoorten.

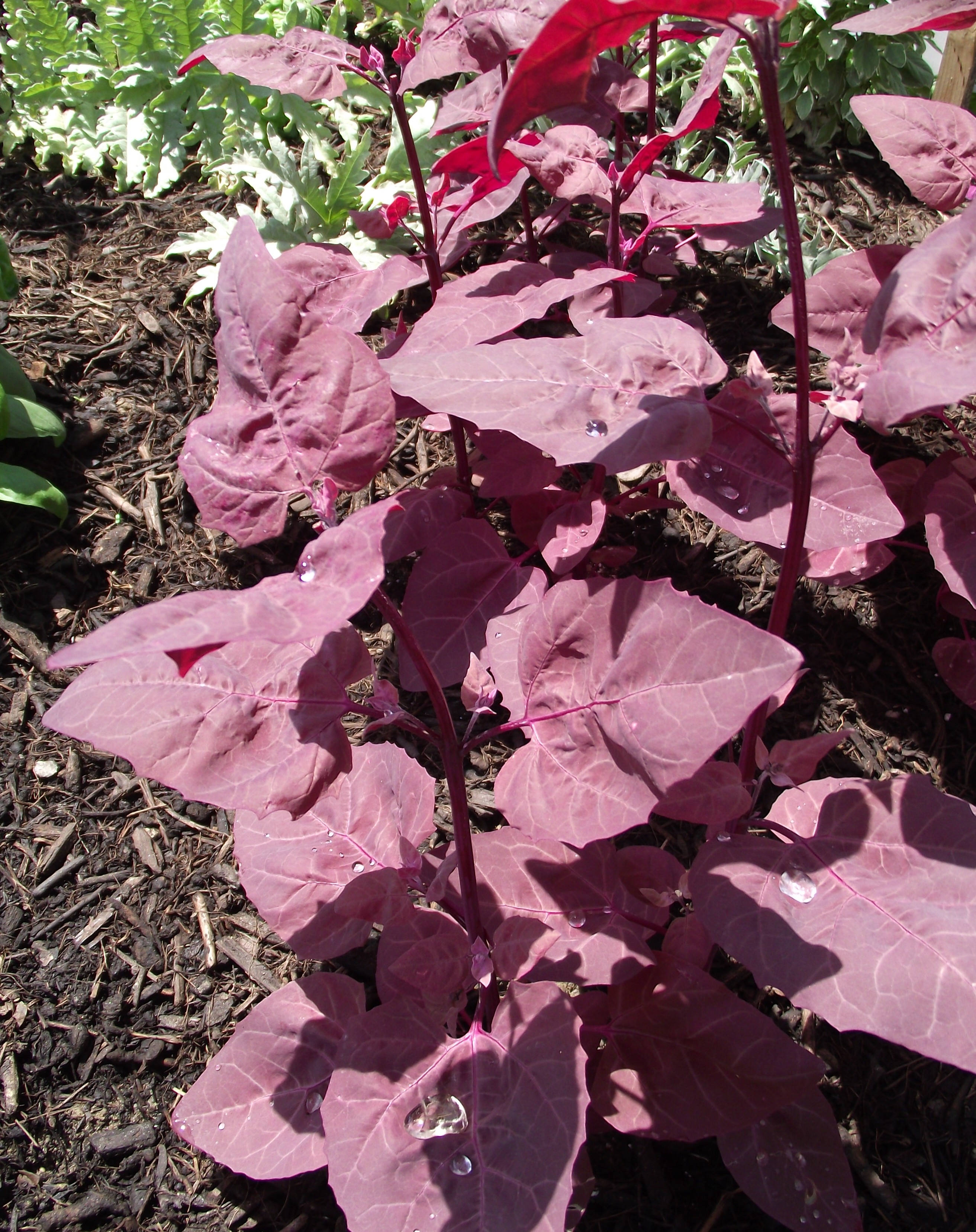
Donkerroodbladig ras

De plant kan in maart tot mei worden gezaaid, waarna er in juli en augustus van geoogst kan worden. Het blad wordt geoogst als de plant 20 cm hoog is. De tuinmelde kan op dezelfde manier als spinazie worden gekookt of rauw aan salades worden toegevoegd. De bladeren smaken spinazie-achtig.